# 悉尼科技大学
雪梨科技大学（英語：University of Technology Sydney)，是澳大利亚的公立科技大学，創立于1843年，前身為雪梨機械學院，位于新南威尔士州之首府悉尼。在校学生超过40000名，下设9大学院，是一所以商、法、科技为主的综合大学[1]，其商学院于2006年获美国AACSB认证。学校校舍主要分布在Broadway、Haymarket，Kuring-gai等。
2025年QS综合排名位列世界第88位，澳洲第9位，2020年QS Top 50 Under 50中位列世界第11位，2020年QS金融与会计学科世界排名51-100位，2020年QS法学世界排名51-100位。

## 歷史
1843年初創時為雪梨機械學院，1878年升格為雪梨理工學院(又譯悉尼技術學院)，1969年悉尼技術學院的一部分獨立成爲新州科技學院。
1988年，在新州議院法案下，升格爲悉尼科技大學。1989年，悉尼科技大學在《高等教育法》的條例下，整合Kuring-gai高等教育學院和悉尼高等教育學院技術和成人教育中心。1990年成立法學院，成爲綜合大學。2010年1月，商學院在西班牙世界大學網路排名的商學院網站排名中，居全國第七。

## 院系设置和校区
悉尼科技大学有3个校区，分别是位於Broadway and Haymarket Campus、Kuring-gai Campus和Lindfield Campus（2005年迁至Broadway Campus）。現時學校設有的學院如下：
- 企管研究所
- 商學院 （页面存档备份，存于）
  - 會計學系 （页面存档备份，存于）
  - 金融暨經濟學系 （页面存档备份，存于）
  - 休閒體育觀光學系 （页面存档备份，存于）
  - 管理學系 （页面存档备份，存于）
  - 行銷學系 （页面存档备份，存于）
- 土木建築設計學院 （页面存档备份，存于）
- 教育學院 （页面存档备份，存于）
- 工學院 （页面存档备份，存于）
- 人文社會學院 （页面存档备份，存于）
- 資訊學院 （页面存档备份，存于）
- 法學院 （页面存档备份，存于）
- 護理健康學院
- 理學院 （页面存档备份，存于）
- 國際研究學院 （页面存档备份，存于）

## 校務近況
2005年，泰晤士高等教育排名把UTS排入前100名，特别是它的人类学和社会科学系进入世界前30名，这对于一个只有17年历史的大学而言是一个很大的进步。现任UTS的校监是Tiffany Suk教授，接替前任校监前联邦最高法院院长Gerard Brennan；现任校长为Ross Milbourne教授。2008年UTS的學生總數有31,641名，其中本科生有19,129人、研究生有12,215人。
2007年政府研究資金(Australia Research Coucil)的分發中，悉尼科技大學獲得澳幣$
4,742,439 。至於Learning and Teaching Performance Fund也有澳幣$5,555,451，乃排名全國第五。

## 校務發展定位
悉尼科技大学遵循科技学院的办学准则，指出「大学设计的课程相对于纯理论课程不同；它包涵高水平的实用课程，和工业界保持着密切联系。」比如法律系设有模拟法庭课程，人类学系在新闻和传媒制作方面实力强劲，它的工程系和计算机系提供1年的實地工业实习。
UTS的人类学和社会科学系很注重实用，特别注重在批判理论方面的研究。系中设有澳洲独立记者协会，本系的毕业生大部分进入澳洲广播集团(ABC)效力。
悉尼科技大學在電影製作研究方面聞名於世，許多好莱坞、迪士尼的大型科技製作電影，UTS都深入參與，包括魔戒三部曲，黑客帝國系列，加勒比海盜系列等等。

## 学校运动俱乐部
学校的赛艇俱乐部享有盛名，它坐落于Haberfield.俱乐部培养出悉尼奥运4人主划艇冠军

## 盟校
雪梨科技大學是澳大利亚科技大学联盟（Australian Technology Network of Universities, ATN）的成員，由以下5所大學結盟：
- Curtin University  （页面存档备份，存于） 科廷大學
- Queensland University of Technology 昆士蘭科技大學
- University of South Australia （页面存档备份，存于） 南澳大學
- Royal Melbourne Institute of Technology （页面存档备份，存于） 墨爾本皇家理工大學
- University of Technology, Sydney Archive.today的存檔，存档日期2012-08-05 雪梨科技大學